# Лазаревская, Елизавета Валериановна
Елизаве́та Валериа́новна Лазаре́вская (урожд. Сафоно́вич; 1840, Санкт-Петербург, Российская империя — 1874, Гадячский уезд, Полтавская губерния, Российская империя) — российская дворянка, дочь орловского гражданского губернатора В. И. Сафоновича, возлюбленная русского поэта Алексея Апухтина.

## Биография
Елизавета Валериановна Сафонович родилась в 1840 году в Санкт-Петербурге, в семье чиновника министерства финансов Российской империи Валериана Ивановича Сафоновича и его супруги Поликсены Ивановны (в девичестве — Мосягиной). Мать девочки умерла рано — в 1847 году. Помимо Елизаветы, в семье было ещё четверо детей: Иван, Екатерина, Анна и Ольга. Из всех детей Елизавета родилась предпоследней — Ольга появилась на свет в 1844 году.
6 февраля 1854 года императорским указом Валериан Иванович Сафонович был назначен орловским гражданским губернатором. В марте того же года он перебрался в Орёл, а уже потом перевёз туда своих дочерей, включая Елизавету. По переезде дочерей на новое место Сафонович назначил по понедельникам так называемые «приёмы общества» с музыкой и танцами. Девушки хорошо пели, давали спектакли и концерты в Орловском Бахтина кадетском корпусе и гимназии, устраивали благотворительные выступления.
В годы пребывания Елизаветы в Орле в неё был влюблён известный впоследствии поэт Алексей Апухтин, посвятивший ей, по меньшей мере, два своих стихотворения. Первое из них — «Безмесячная ночь дышала негой кроткой…», написанное Апухтиным в деревне Игино (ныне Сосковский район Орловской области) — датировано 22 июня 1859 года, второе — «Я люблю тебя так оттого…» — 24 июля 1859 года. Последнее произведение позднее было положено на музыку рядом композиторов (К. Захаров, Л. Н. Клевенский, А. Н. Шефер).
В 1860 году Елизавета Валериановна вышла замуж за управляющего Орловской удельной конторой Ф. М. Лазаревского. За четырнадцатилетний период совместной жизни она родила ему троих детей: Алексея, Марию и Ольгу. Долгое время копивший деньги, примерно в 1870 году Лазаревский купил имение в Гадячском уезде Полтавской губернии около 450 десятин. Именно здесь, в этом имении, Елизавета Валериановна вскоре заболела пневмонией и в 1874 году умерла.